# 고야촌 (후쿠시마현)
고야촌(일본어: 高野村)은 일본 후쿠시마현 기타아이즈군에 일찍이 존재했던 촌이다.
아이즈와카마쓰시 북서부에 해당한다. 마을이 산재해 있고 논 등이 펼쳐져 있다. 또한, 동일본 여객철도 반에쓰사이선도 경유하고 있지만, 이 지역에 역은 없다. 또한, 반에쓰 자동차 도로도 경유하고 있으며, 반에쓰 자동차도 아이즈와카마쓰 나들묵의 북쪽 일부가 이 지역이다. .

## 역사
- 1875년 8월 12일 - 나카마에다 촌, 누마기 촌 및 쓰루누마 촌이 합병해 나카누마 촌이 되었으며, 그 외 히라츠카기류 촌, 하시모토기류 촌, 니시키류 촌 및 히가시모리다이 촌이 합병해 기류 촌, 시모타카노 촌, 가미요시다 촌 및 나카모리다이 촌이 합병해 야나가와 촌, 기타카이자와 촌이 되었다.
- 1889년 4월 1일 - 정촌제가 시행되면서 기타아이즈군 나카누마촌, 기나가레촌, 야나가와촌, 가이사와촌, 가미타카노촌, 시촌, 나카자와촌, 이시도촌, 후지무로촌 및 가미아라쿠타촌을 합병되어 에이와촌이 되었다.
- 1903년 6월 3일 - 에이와 촌이 고야 촌과 마치키타 촌으로 분할되면서 구 나카누마 촌, 기나가레 촌, 야나가와 촌, 가이자와 촌 및 가미고야 촌의 구역으로 고야 촌이 성립되었다.
- 1955년 1월 1일 - 고야촌이 와카마쓰시에 편입되어 폐지되었다.

## 교통

### 도로
- 반에쓰 자동차도
- 국도 121호선
- 후쿠시마현 도로 69호 가타야마 아이즈와카마쓰선
- 후쿠시마 현도 326호 하마사키 고야 아이즈와카마쓰선

## 참고 문헌
- 『会津若松史』「第7巻 大正・昭和の会津」1967年、会津若松市
- 『会津若松史』「第12巻 史料便覧編」1967年、会津若松市